# The Wise Man and the Fool
Pour plus de détails, voir Fiche technique et Distribution.
The Wise Man and the Fool (littéralement, (Le Sage et le Fou) est un film muet américain réalisé par Lynn Reynolds, sorti en 1916.

## Fiche technique
- Titre : The Wise Man and the Fool
- Réalisation : Lynn Reynolds
- Scénario : Lynn Reynolds
- Producteur :
- Société de production :  Universal Film Manufacturing Company
- Société de distribution :  Universal Film Manufacturing Company
- Pays d'origine :  États-Unis
- Langue : film muet avec les intertitres en anglais
- Métrage : 600 m (2 bobines)
- Format : Noir et blanc — 35 mm — 1,33:1 — Muet
- Genre : Film dramatique
- Durée : 20 minutes
- Dates de sortie : 
  -  États-Unis : 2 février 1916

## Distribution
- Myrtle Gonzalez : Myrtle Elliott
- Fred Church : Fred Hunt
- Val Paul (en) : Ray Willis
- Alfred Allen : R.W. Willis Sr.